# Helmut Wirnsberger
Helmut Wirnsberger, né à Steyr (Autriche), était un tireur d'élite allemand de la Seconde Guerre mondiale. 

## Biographie
Appartenant à la 3e division de montagne, Wirnsberger a été envoyé sur le front de l'Est en septembre 1942 après un entrainement au tir à Seetaler Alpen. Ses armes étaient la carabine K-98 et le fusil Walther G43. Durant sa présence au combat, il est crédité de 64 coups au but.
Après avoir été blessé, Wirnsberger est affecté à l'entrainement des snipers.